# Jean-Baptiste Barrière (1707-1747)
Pour les articles homonymes, voir Barrière et Jean-Baptiste Barrière.
Jean-Baptiste Barrière, plus connu sous le nom de Jean Barrière, est un violoncelliste et compositeur français né à Bordeaux le 2 mai 1707 et mort à Paris le 6 juin 1747.

## Carrière musicale
Jean-Baptiste Barrière étudia d'abord la viole et publia un ensemble de sonates de viole. Avec le temps, cependant, il devint un adroit violoncelliste à une époque où le violoncelle en France était en train d'éclipser la viole en popularité avant de finir par la remplacer complètement, comme cela s'était d'ailleurs déjà produit en Italie 40 ans plus tôt. Il devint un virtuose du violoncelle, un des plus connus de son temps.
En 1731, il se rendit à Paris et entra à l'Académie Royale de Musique, c'est-à-dire à l'Opéra, pour un salaire annuel de 445 livres. À Fontainebleau, Louis XV lui accorda, le 22 octobre 1733 des privilèges spéciaux pour composer et publier pendant six ans plusieurs sonates et d'autres travaux instrumentaux. Un de ses élèves les plus connus fut le comte de Guergorlay, seigneur de Trousily. Après le succès de son premier livre, Sonates pour violoncelle et basse continue - Livre I, de novembre 1733, il fit paraître une deuxième édition en 1740. Son Livre II fut publié en 1735.
En 1736 il séjourna en Italie pour étudier auprès du célèbre violoncelliste italien Francesco Alborea, connu sous le nom de « Franciscello », qui pendant ce temps semble avoir joué également à Vienne de 1726 à 1739. Il entreprit une tournée supplémentaire en Italie, en avril 1737, et revint à Paris pendant l'été 1738, pour se produire à l'illustre Concert Spirituel le 15 août et le 8 septembre, où il impressionna son auditoire par sa « grande précision », à en croire la presse locale. En 1739, un nouveau privilège de 12 ans lui fut accordé à Versailles et enregistré le 5 janvier 1740. Cette même année, il publia son Livre III et d'autres travaux suivirent en 1741. Il mourut à l'âge relativement jeune de 40 ans, au sommet de sa créativité.
Presque oublié du grand public d'aujourd'hui, Barrière était encore si connu quelques années après sa mort que Pierre-Louis Daquin de Château-Lyon n'hésitait à parler ainsi de lui : « le fameux Barrière, décédé il y a encore peu de temps, possédait tout que l'on peut désirer... peu de personnes pourraient jouer aussi bien que lui ».

## Style
Ses œuvres sont connues surtout pour leur sensibilité, leur résonance émotionnelle et leur sonorité profonde. Plusieurs d'entre elles sont d'une très grande exigence quant à la performance technique, surtout en ce qui concerne la coordination de la main droite et de la main gauche, les mouvements de doigts compliqués et souvent un maniement difficile de l'archet. Il faut beaucoup de subtilité pour exécuter en virtuose plusieurs de ses morceaux car, en même temps qu'il avait assimilé des éléments du style italien, on trouve également un riche goût français dans son discours musical.

## Compositions
- Livre I de sonates pour violoncelle et basse continue (1733 Paris, dédié au comte Guergolay, Seigneur deTrousily)
- Livre II de sonates pour violoncelle et basse continue (1735 Paris, dédié à Madame Jourdain)
- Livre III de sonates pour violoncelle et basse continue (1739 Paris)
- Livre IV de sonates pour violoncelle et basse continue (1740 Paris)
- Livre V Sonates pour le Pardessus de Viole avec basse Continue
- Livre VI Sonates et Pièces pour le Clavecin; 6 Sonates et 6 pièces: La Boucon, La Plancy, La Duchesne, La Dupont, La Casamajor, La Tribolet (1740)

## Sources
- (en) Cet article est partiellement ou en totalité issu de l’article de Wikipédia en anglais intitulé « Jean-Baptiste Barrière » (voir la liste des auteurs).
- Notes de programme pour l'enregistrement des 6 Sonates et des 6 Pièces pour clavecin du Livre VI, par Luca Quintavalle, Brilliant Classics (2016)